# Singoli al numero uno in Lituania
La presente lista elenca i singoli alla posizione numero uno della classifica settimanale lituana, la Singlų Top 100, che sono stati, nel corso delle settimane, i brani più venduti nei negozi digitali e più riprodotti sulle piattaforme di streaming. La classifica è redatta dalla AGATA, l'associazione dell'industria musicale lituana, in collaborazione con l'azienda Ranger.

## 2018
| Settimana    | Artista                                         | Brano                           | Note   |
| ------------ | ----------------------------------------------- | ------------------------------- | ------ |
| 21 settembre | Kanye West e Lil Pump                           | I Love It                       | [ 1 ]  |
| 28 settembre | Lil Peep e XXXTentacion                         | Falling Down                    | [ 1 ]  |
| 5 ottobre    | Calvin Harris e Sam Smith                       | Promises                        | [ 2 ]  |
| 12 ottobre   | Calvin Harris e Sam Smith                       | Promises                        | [ 3 ]  |
| 19 ottobre   | Calvin Harris e Sam Smith                       | Promises                        | [ 4 ]  |
| 26 ottobre   | Calvin Harris e Sam Smith                       | Promises                        | [ 5 ]  |
| 2 novembre   | XXXTentacion e Lil Pump feat. Maluma & Swae Lee | Arms Around You                 | [ 6 ]  |
| 9 novembre   | Ariana Grande                                   | Thank U, Next                   | [ 7 ]  |
| 16 novembre  | Ariana Grande                                   | Thank U, Next                   | [ 8 ]  |
| 23 novembre  | Ariana Grande                                   | Thank U, Next                   | [ 9 ]  |
| 30 novembre  | Ariana Grande                                   | Thank U, Next                   | [ 10 ] |
| 7 dicembre   | Ariana Grande                                   | Thank U, Next                   | [ 11 ] |
| 14 dicembre  | Ariana Grande                                   | Thank U, Next                   | [ 12 ] |
| 21 dicembre  | Ariana Grande                                   | Thank U, Next                   | [ 13 ] |
| 28 dicembre  | Mariah Carey                                    | All I Want for Christmas Is You | [ 14 ] |

## 2019
| Settimana    | Artista                       | Brano                           | Note   |
| ------------ | ----------------------------- | ------------------------------- | ------ |
| 4 gennaio    | Post Malone                   | Wow                             | [ 15 ] |
| 11 gennaio   | Post Malone                   | Wow                             | [ 16 ] |
| 18 gennaio   | Post Malone                   | Wow                             | [ 17 ] |
| 25 gennaio   | Ariana Grande                 | 7 Rings                         | [ 18 ] |
| 1º febbraio  | Ariana Grande                 | 7 Rings                         | [ 19 ] |
| 8 febbraio   | Ariana Grande                 | 7 Rings                         | [ 20 ] |
| 15 febbraio  | Ariana Grande                 | 7 Rings                         | [ 21 ] |
| 22 febbraio  | Ariana Grande                 | 7 Rings                         | [ 22 ] |
| 1º marzo     | Ariana Grande                 | 7 Rings                         | [ 23 ] |
| 8 marzo      | Ariana Grande                 | 7 Rings                         | [ 24 ] |
| 15 marzo     | Ariana Grande                 | 7 Rings                         | [ 25 ] |
| 22 marzo     | Ariana Grande                 | 7 Rings                         | [ 26 ] |
| 29 marzo     | Ariana Grande                 | 7 Rings                         | [ 27 ] |
| 5 aprile     | Billie Eilish                 | Bad Guy                         | [ 28 ] |
| 12 aprile    | Billie Eilish                 | Bad Guy                         | [ 29 ] |
| 19 aprile    | Billie Eilish                 | Bad Guy                         | [ 30 ] |
| 26 aprile    | Billie Eilish                 | Bad Guy                         | [ 31 ] |
| 3 maggio     | Billie Eilish                 | Bad Guy                         | [ 32 ] |
| 10 maggio    | Billie Eilish                 | Bad Guy                         | [ 33 ] |
| 17 maggio    | Billie Eilish                 | Bad Guy                         | [ 34 ] |
| 24 maggio    | Mahmood                       | Soldi                           | [ 35 ] |
| 31 maggio    | Mahmood                       | Soldi                           | [ 36 ] |
| 7 giugno     | Billie Eilish                 | Bad Guy                         | [ 37 ] |
| 14 giugno    | Billie Eilish                 | Bad Guy                         | [ 38 ] |
| 21 giugno    | Billie Eilish                 | Bad Guy                         | [ 39 ] |
| 28 giugno    | Shawn Mendes e Camila Cabello | Señorita                        | [ 40 ] |
| 5 luglio     | Shawn Mendes e Camila Cabello | Señorita                        | [ 41 ] |
| 12 luglio    | Shawn Mendes e Camila Cabello | Señorita                        | [ 42 ] |
| 19 luglio    | Shawn Mendes e Camila Cabello | Señorita                        | [ 43 ] |
| 26 luglio    | Shawn Mendes e Camila Cabello | Señorita                        | [ 44 ] |
| 2 agosto     | Shawn Mendes e Camila Cabello | Señorita                        | [ 45 ] |
| 9 agosto     | Shawn Mendes e Camila Cabello | Señorita                        | [ 46 ] |
| 16 agosto    | Tones and I                   | Dance Monkey                    | [ 47 ] |
| 23 agosto    | Tones and I                   | Dance Monkey                    | [ 48 ] |
| 30 agosto    | Tones and I                   | Dance Monkey                    | [ 49 ] |
| 6 settembre  | Tones and I                   | Dance Monkey                    | [ 50 ] |
| 13 settembre | Tones and I                   | Dance Monkey                    | [ 51 ] |
| 20 settembre | Tones and I                   | Dance Monkey                    | [ 52 ] |
| 27 settembre | Tones and I                   | Dance Monkey                    | [ 53 ] |
| 4 ottobre    | Tones and I                   | Dance Monkey                    | [ 54 ] |
| 11 ottobre   | Tones and I                   | Dance Monkey                    | [ 55 ] |
| 18 ottobre   | Tones and I                   | Dance Monkey                    | [ 56 ] |
| 25 ottobre   | Tones and I                   | Dance Monkey                    | [ 57 ] |
| 1º novembre  | Tones and I                   | Dance Monkey                    | [ 58 ] |
| 8 novembre   | Tones and I                   | Dance Monkey                    | [ 59 ] |
| 15 novembre  | Tones and I                   | Dance Monkey                    | [ 60 ] |
| 22 novembre  | Billie Eilish                 | Everything I Wanted             | [ 61 ] |
| 29 novembre  | Billie Eilish                 | Everything I Wanted             | [ 62 ] |
| 6 dicembre   | Billie Eilish                 | Everything I Wanted             | [ 63 ] |
| 13 dicembre  | Tones and I                   | Dance Monkey                    | [ 64 ] |
| 20 dicembre  | Billie Eilish                 | Everything I Wanted             | [ 65 ] |
| 27 dicembre  | Mariah Carey                  | All I Want for Christmas Is You | [ 66 ] |

## 2020
| Settimana    | Artista                                        | Brano                             | Note    |
| ------------ | ---------------------------------------------- | --------------------------------- | ------- |
| 3 gennaio    | Tones and I                                    | Dance Monkey                      | [ 67 ]  |
| 10 gennaio   | The Weeknd                                     | Blinding Lights                   | [ 68 ]  |
| 17 gennaio   | The Weeknd                                     | Blinding Lights                   | [ 69 ]  |
| 24 gennaio   | Roddy Ricch                                    | The Box                           | [ 70 ]  |
| 31 gennaio   | The Weeknd                                     | Blinding Lights                   | [ 71 ]  |
| 7 febbraio   | The Weeknd                                     | Blinding Lights                   | [ 72 ]  |
| 14 febbraio  | The Weeknd                                     | Blinding Lights                   | [ 73 ]  |
| 21 febbraio  | The Roop                                       | On Fire                           | [ 74 ]  |
| 28 febbraio  | The Roop                                       | On Fire                           | [ 75 ]  |
| 6 marzo      | The Roop                                       | On Fire                           | [ 76 ]  |
| 13 marzo     | The Roop                                       | On Fire                           | [ 77 ]  |
| 20 marzo     | The Roop                                       | On Fire                           | [ 78 ]  |
| 27 marzo     | The Weeknd                                     | Blinding Lights                   | [ 79 ]  |
| 3 aprile     | The Weeknd                                     | Blinding Lights                   | [ 80 ]  |
| 10 aprile    | The Weeknd                                     | Blinding Lights                   | [ 81 ]  |
| 17 aprile    | The Weeknd                                     | Blinding Lights                   | [ 82 ]  |
| 24 aprile    | The Weeknd                                     | Blinding Lights                   | [ 83 ]  |
| 1º maggio    | The Weeknd                                     | Blinding Lights                   | [ 84 ]  |
| 8 maggio     | The Weeknd                                     | Blinding Lights                   | [ 85 ]  |
| 15 maggio    | The Weeknd                                     | Blinding Lights                   | [ 86 ]  |
| 22 maggio    | The Weeknd                                     | Blinding Lights                   | [ 87 ]  |
| 29 maggio    | The Weeknd                                     | Blinding Lights                   | [ 88 ]  |
| 5 giugno     | The Weeknd                                     | Blinding Lights                   | [ 89 ]  |
| 12 giugno    | The Weeknd                                     | Blinding Lights                   | [ 90 ]  |
| 19 giugno    | The Weeknd                                     | Blinding Lights                   | [ 91 ]  |
| 26 giugno    | The Weeknd                                     | Blinding Lights                   | [ 92 ]  |
| 3 luglio     | OG Version                                     | Homeris                           | [ 93 ]  |
| 10 luglio    | Harry Styles                                   | Watermelon Sugar                  | [ 94 ]  |
| 17 luglio    | Harry Styles                                   | Watermelon Sugar                  | [ 95 ]  |
| 24 luglio    | Harry Styles                                   | Watermelon Sugar                  | [ 96 ]  |
| 31 luglio    | Harry Styles                                   | Watermelon Sugar                  | [ 97 ]  |
| 7 agosto     | Harry Styles                                   | Watermelon Sugar                  | [ 98 ]  |
| 14 agosto    | Harry Styles                                   | Watermelon Sugar                  | [ 99 ]  |
| 21 agosto    | Harry Styles                                   | Watermelon Sugar                  | [ 100 ] |
| 28 agosto    | BTS                                            | Dynamite                          | [ 101 ] |
| 4 settembre  | NKSN e M.O.030                                 | Bad Boy                           | [ 102 ] |
| 11 settembre | Big Sean feat. Travis Scott                    | Lithuania                         | [ 103 ] |
| 18 settembre | Cardi B feat. Megan Thee Stallion              | WAP                               | [ 104 ] |
| 25 settembre | Cardi B feat. Megan Thee Stallion              | WAP                               | [ 105 ] |
| 2 ottobre    | Internet Money feat. Don Toliver, Gunna & Nav  | Lemonade                          | [ 106 ] |
| 9 ottobre    | Internet Money feat. Don Toliver, Gunna & Nav  | Lemonade                          | [ 107 ] |
| 16 ottobre   | Internet Money feat. Don Toliver, Gunna & Nav  | Lemonade                          | [ 108 ] |
| 23 ottobre   | Internet Money feat. Don Toliver, Gunna & Nav  | Lemonade                          | [ 109 ] |
| 30 ottobre   | Ariana Grande                                  | Positions                         | [ 110 ] |
| 6 novembre   | Internet Money e Gunna feat. Don Toliver & Nav | Lemonade                          | [ 111 ] |
| 13 novembre  | Internet Money e Gunna feat. Don Toliver & Nav | Lemonade                          | [ 112 ] |
| 20 novembre  | Billie Eilish                                  | Therefore I Am                    | [ 113 ] |
| 27 novembre  | Billie Eilish                                  | Therefore I Am                    | [ 114 ] |
| 4 dicembre   | Billie Eilish                                  | Therefore I Am                    | [ 115 ] |
| 11 dicembre  | Mariah Carey                                   | All I Want for Christmas Is You   | [ 116 ] |
| 18 dicembre  | Mariah Carey                                   | All I Want for Christmas Is You   | [ 117 ] |
| 25 dicembre  | Brenda Lee                                     | Rockin' Around the Christmas Tree | [ 118 ] |

## 2021
| Settimana    | Artista                        | Brano                             | Note    |
| ------------ | ------------------------------ | --------------------------------- | ------- |
| 1º gennaio   | Tiësto                         | The Business                      | [ 119 ] |
| 8 gennaio    | Tiësto                         | The Business                      | [ 120 ] |
| 15 gennaio   | Olivia Rodrigo                 | Drivers License                   | [ 121 ] |
| 22 gennaio   | Olivia Rodrigo                 | Drivers License                   | [ 122 ] |
| 29 gennaio   | The Roop                       | Discoteque                        | [ 123 ] |
| 5 febbraio   | The Roop                       | Discoteque                        | [ 124 ] |
| 12 febbraio  | The Roop                       | Discoteque                        | [ 125 ] |
| 19 febbraio  | The Weeknd                     | Save Your Tears                   | [ 126 ] |
| 26 febbraio  | The Weeknd                     | Save Your Tears                   | [ 127 ] |
| 5 marzo      | The Weeknd                     | Save Your Tears                   | [ 128 ] |
| 12 marzo     | The Weeknd                     | Save Your Tears                   | [ 129 ] |
| 19 marzo     | The Weeknd                     | Save Your Tears                   | [ 130 ] |
| 26 marzo     | Masked Wolf                    | Astronaut in the Ocean            | [ 131 ] |
| 2 aprile     | Masked Wolf                    | Astronaut in the Ocean            | [ 132 ] |
| 9 aprile     | Lil Nas X                      | Montero (Call Me by Your Name)    | [ 133 ] |
| 16 aprile    | Lil Nas X                      | Montero (Call Me by Your Name)    | [ 134 ] |
| 23 aprile    | Lil Nas X                      | Montero (Call Me by Your Name)    | [ 135 ] |
| 30 aprile    | Lil Nas X                      | Montero (Call Me by Your Name)    | [ 136 ] |
| 7 maggio     | Billie Eilish                  | Your Power                        | [ 137 ] |
| 14 maggio    | Minelli                        | Rampampam                         | [ 138 ] |
| 21 maggio    | Minelli                        | Rampampam                         | [ 139 ] |
| 28 maggio    | Måneskin                       | Zitti e buoni                     | [ 140 ] |
| 4 giugno     | Måneskin                       | Zitti e buoni                     | [ 141 ] |
| 11 giugno    | Måneskin                       | Zitti e buoni                     | [ 142 ] |
| 18 giugno    | Måneskin                       | Zitti e buoni                     | [ 143 ] |
| 25 giugno    | Måneskin                       | Zitti e buoni                     | [ 144 ] |
| 2 luglio     | Måneskin                       | Zitti e buoni                     | [ 145 ] |
| 9 luglio     | Måneskin                       | Beggin'                           | [ 146 ] |
| 16 luglio    | Vaidas Baumila                 | Kunigunda                         | [ 147 ] |
| 23 luglio    | Vaidas Baumila                 | Kunigunda                         | [ 148 ] |
| 30 luglio    | Vaidas Baumila                 | Kunigunda                         | [ 149 ] |
| 6 agosto     | Justinas Jarutis e Jessica Shy | Rugpjūtis                         | [ 150 ] |
| 13 agosto    | Justinas Jarutis e Jessica Shy | Rugpjūtis                         | [ 151 ] |
| 20 agosto    | Justinas Jarutis e Jessica Shy | Rugpjūtis                         | [ 152 ] |
| 27 agosto    | Justinas Jarutis e Jessica Shy | Rugpjūtis                         | [ 153 ] |
| 3 settembre  | Justinas Jarutis e Jessica Shy | Rugpjūtis                         | [ 154 ] |
| 10 settembre | Elton John e Dua Lipa          | Cold Heart (Pnau Remix)           | [ 155 ] |
| 17 settembre | Elton John e Dua Lipa          | Cold Heart (Pnau Remix)           | [ 156 ] |
| 24 settembre | Elton John e Dua Lipa          | Cold Heart (Pnau Remix)           | [ 157 ] |
| 1º ottobre   | Elton John e Dua Lipa          | Cold Heart (Pnau Remix)           | [ 158 ] |
| 8 ottobre    | Elton John e Dua Lipa          | Cold Heart (Pnau Remix)           | [ 159 ] |
| 15 ottobre   | Elton John e Dua Lipa          | Cold Heart (Pnau Remix)           | [ 160 ] |
| 22 ottobre   | Adele                          | Easy on Me                        | [ 161 ] |
| 29 ottobre   | Elton John e Dua Lipa          | Cold Heart (Pnau Remix)           | [ 162 ] |
| 5 novembre   | Elton John e Dua Lipa          | Cold Heart (Pnau Remix)           | [ 163 ] |
| 12 novembre  | Elton John e Dua Lipa          | Cold Heart (Pnau Remix)           | [ 164 ] |
| 19 novembre  | Elton John e Dua Lipa          | Cold Heart (Pnau Remix)           | [ 165 ] |
| 26 novembre  | Elton John e Dua Lipa          | Cold Heart (Pnau Remix)           | [ 166 ] |
| 3 dicembre   | Elton John e Dua Lipa          | Cold Heart (Pnau Remix)           | [ 167 ] |
| 10 dicembre  | Elton John e Dua Lipa          | Cold Heart (Pnau Remix)           | [ 168 ] |
| 17 dicembre  | Elton John e Dua Lipa          | Cold Heart (Pnau Remix)           | [ 169 ] |
| 24 dicembre  | Elton John e Dua Lipa          | Cold Heart (Pnau Remix)           | [ 170 ] |
| 31 dicembre  | Brenda Lee                     | Rockin' Around the Christmas Tree | [ 171 ] |

## 2022
| Settimana    | Artista                           | Brano                             | Note    |
| ------------ | --------------------------------- | --------------------------------- | ------- |
| 7 gennaio    | Elton John e Dua Lipa             | Cold Heart (Pnau Remix)           | [ 172 ] |
| 14 gennaio   | Elton John e Dua Lipa             | Cold Heart (Pnau Remix)           | [ 173 ] |
| 21 gennaio   | Elton John e Dua Lipa             | Cold Heart (Pnau Remix)           | [ 174 ] |
| 28 gennaio   | Monika Liu                        | Sentimentai                       | [ 175 ] |
| 4 febbraio   | Jessica Shy                       | Šokam lėtai                       | [ 176 ] |
| 11 febbraio  | Monika Liu                        | Sentimentai                       | [ 177 ] |
| 18 febbraio  | Monika Liu                        | Sentimentai                       | [ 178 ] |
| 25 febbraio  | Monika Liu                        | Sentimentai                       | [ 179 ] |
| 4 marzo      | Monika Liu                        | Sentimentai                       | [ 180 ] |
| 11 marzo     | Monika Liu                        | Sentimentai                       | [ 181 ] |
| 18 marzo     | Glass Animals                     | Heat Waves                        | [ 182 ] |
| 25 marzo     | Glass Animals                     | Heat Waves                        | [ 183 ] |
| 1º aprile    | Glass Animals                     | Heat Waves                        | [ 184 ] |
| 8 aprile     | Harry Styles                      | As It Was                         | [ 185 ] |
| 15 aprile    | Harry Styles                      | As It Was                         | [ 186 ] |
| 22 aprile    | Harry Styles                      | As It Was                         | [ 187 ] |
| 29 aprile    | Harry Styles                      | As It Was                         | [ 188 ] |
| 6 maggio     | Harry Styles                      | As It Was                         | [ 189 ] |
| 13 maggio    | Harry Styles                      | As It Was                         | [ 190 ] |
| 20 maggio    | Kalush Orchestra                  | Stefania                          | [ 191 ] |
| 27 maggio    | Harry Styles                      | As It Was                         | [ 192 ] |
| 3 giugno     | Harry Styles                      | As It Was                         | [ 193 ] |
| 10 giugno    | Kate Bush                         | Running Up That Hill              | [ 194 ] |
| 17 giugno    | Kate Bush                         | Running Up That Hill              | [ 195 ] |
| 24 giugno    | Joji                              | Glimpse of Us                     | [ 196 ] |
| 1º luglio    | Harry Styles                      | As It Was                         | [ 197 ] |
| 8 luglio     | Kate Bush                         | Running Up That Hill              | [ 198 ] |
| 15 luglio    | Kate Bush                         | Running Up That Hill              | [ 198 ] |
| 22 luglio    | Jessica Shy feat. Nombeko Augustė | Tyliai pakuždėk                   | [ 199 ] |
| 29 luglio    | Jessica Shy feat. Nombeko Augustė | Tyliai pakuždėk                   | [ 200 ] |
| 5 agosto     | DJ Nevykėlė                       | Aerobika                          | [ 201 ] |
| 12 agosto    | DJ Nevykėlė                       | Aerobika                          | [ 202 ] |
| 19 agosto    | DJ Nevykėlė                       | Aerobika                          | [ 203 ] |
| 26 agosto    | DJ Nevykėlė                       | Aerobika                          | [ 204 ] |
| 2 settembre  | DJ Nevykėlė                       | Aerobika                          | [ 205 ] |
| 9 settembre  | DJ Nevykėlė                       | Aerobika                          | [ 206 ] |
| 16 settembre | DJ Nevykėlė                       | Aerobika                          | [ 207 ] |
| 23 settembre | DJ Nevykėlė                       | Aerobika                          | [ 208 ] |
| 30 settembre | Sam Smith e Kim Petras            | Unholy                            | [ 209 ] |
| 7 ottobre    | Sam Smith e Kim Petras            | Unholy                            | [ 209 ] |
| 14 ottobre   | Sam Smith e Kim Petras            | Unholy                            | [ 210 ] |
| 21 ottobre   | Oliver Tree e Robin Schulz        | Miss You                          | [ 211 ] |
| 28 ottobre   | Oliver Tree e Robin Schulz        | Miss You                          | [ 212 ] |
| 4 novembre   | Oliver Tree e Robin Schulz        | Miss You                          | [ 213 ] |
| 11 novembre  | Oliver Tree e Robin Schulz        | Miss You                          | [ 214 ] |
| 18 novembre  | Oliver Tree e Robin Schulz        | Miss You                          | [ 215 ] |
| 25 novembre  | Cardi B                           | Thru Your Phone                   | [ 216 ] |
| 2 dicembre   | Remis Retro e YVA                 | Panelė verta milijono             | [ 217 ] |
| 9 dicembre   | Lady Gaga                         | Bloody Mary                       | [ 218 ] |
| 16 dicembre  | Brenda Lee                        | Rockin' Around the Christmas Tree | [ 219 ] |
| 23 dicembre  | Brenda Lee                        | Rockin' Around the Christmas Tree | [ 220 ] |
| 30 dicembre  | Brenda Lee                        | Rockin' Around the Christmas Tree | [ 221 ] |

## 2023
| Settimana    | Artista                              | Brano                             | Note    |
| ------------ | ------------------------------------ | --------------------------------- | ------- |
| 6 gennaio    | Metro Boomin, The Weeknd e 21 Savage | Creepin'                          | [ 222 ] |
| 13 gennaio   | Novlem                               | I Like It                         | [ 223 ] |
| 20 gennaio   | Miley Cyrus                          | Flowers                           | [ 224 ] |
| 27 gennaio   | Miley Cyrus                          | Flowers                           | [ 225 ] |
| 3 febbraio   | Miley Cyrus                          | Flowers                           | [ 226 ] |
| 10 febbraio  | Miley Cyrus                          | Flowers                           | [ 227 ] |
| 17 febbraio  | Miley Cyrus                          | Flowers                           | [ 228 ] |
| 24 febbraio  | Miley Cyrus                          | Flowers                           | [ 229 ] |
| 3 marzo      | Miley Cyrus                          | Flowers                           | [ 230 ] |
| 10 marzo     | Miley Cyrus                          | Flowers                           | [ 231 ] |
| 17 marzo     | Jessica Shy                          | Dėl tavęs                         | [ 232 ] |
| 24 marzo     | Jessica Shy                          | Apkabink                          | [ 233 ] |
| 31 marzo     | Jessica Shy                          | Apkabink                          | [ 234 ] |
| 7 aprile     | Jessica Shy                          | Apkabink                          | [ 235 ] |
| 14 aprile    | Jessica Shy                          | Apkabink                          | [ 236 ] |
| 21 aprile    | Jessica Shy                          | Apkabink                          | [ 237 ] |
| 28 aprile    | Jessica Shy                          | Apkabink                          | [ 238 ] |
| 5 maggio     | Blanka                               | Solo                              | [ 239 ] |
| 12 maggio    | Jessica Shy                          | Apkabink                          | [ 240 ] |
| 19 maggio    | Käärijä                              | Cha cha cha                       | [ 241 ] |
| 26 maggio    | Käärijä                              | Cha cha cha                       | [ 242 ] |
| 2 giugno     | Käärijä                              | Cha cha cha                       | [ 243 ] |
| 9 giugno     | Jessica Shy                          | Apkabink                          | [ 244 ] |
| 16 giugno    | Jessica Shy                          | Apkabink                          | [ 245 ] |
| 23 giugno    | Jessica Shy                          | Apkabink                          | [ 246 ] |
| 30 giugno    | Jessica Shy                          | Apkabink                          | [ 247 ] |
| 7 luglio     | Jessica Shy                          | Apkabink                          | [ 248 ] |
| 14 luglio    | Jessica Shy                          | Apkabink                          | [ 249 ] |
| 21 luglio    | Jessica Shy                          | Apkabink                          | [ 250 ] |
| 28 luglio    | Jessica Shy                          | Apkabink                          | [ 251 ] |
| 4 agosto     | Jessica Shy                          | Apkabink                          | [ 252 ] |
| 11 agosto    | Jessica Shy                          | Apkabink                          | [ 253 ] |
| 18 agosto    | Jessica Shy                          | Apkabink                          | [ 254 ] |
| 25 agosto    | Jessica Shy                          | Apkabink                          | [ 255 ] |
| 1º settembre | Doja Cat                             | Paint the Town Red                | [ 256 ] |
| 8 settembre  | Doja Cat                             | Paint the Town Red                | [ 257 ] |
| 15 settembre | Doja Cat                             | Paint the Town Red                | [ 258 ] |
| 22 settembre | Kenya Grace                          | Strangers                         | [ 259 ] |
| 29 settembre | Kenya Grace                          | Strangers                         | [ 260 ] |
| 6 ottobre    | Kenya Grace                          | Strangers                         | [ 261 ] |
| 13 ottobre   | Kenya Grace                          | Strangers                         | [ 262 ] |
| 20 ottobre   | Kenya Grace                          | Strangers                         | [ 263 ] |
| 27 ottobre   | Kenya Grace                          | Strangers                         | [ 264 ] |
| 3 novembre   | Kenya Grace                          | Strangers                         | [ 265 ] |
| 10 novembre  | Kenya Grace                          | Strangers                         | [ 266 ] |
| 17 novembre  | Kenya Grace                          | Strangers                         | [ 267 ] |
| 24 novembre  | Kenya Grace                          | Strangers                         | [ 268 ] |
| 1º dicembre  | Kenya Grace                          | Strangers                         | [ 269 ] |
| 8 dicembre   | Brenda Lee                           | Rockin' Around the Christmas Tree | [ 270 ] |
| 15 dicembre  | Brenda Lee                           | Rockin' Around the Christmas Tree | [ 271 ] |
| 22 dicembre  | Brenda Lee                           | Rockin' Around the Christmas Tree | [ 272 ] |
| 29 dicembre  | Brenda Lee                           | Rockin' Around the Christmas Tree | [ 273 ] |

## 2024
| Settimana    | Artista                               | Brano                             | Note    |
| ------------ | ------------------------------------- | --------------------------------- | ------- |
| 5 gennaio    | Jessica Shy                           | Apkabink                          | [ 274 ] |
| 12 gennaio   | Jessica Shy                           | Apkabink                          | [ 275 ] |
| 19 gennaio   | Ariana Grande                         | Yes, And?                         | [ 276 ] |
| 26 gennaio   | Silvester Belt                        | Luktelk                           | [ 277 ] |
| 2 febbraio   | Jessica Shy                           | Apkabink                          | [ 278 ] |
| 9 febbraio   | Silvester Belt                        | Luktelk                           | [ 279 ] |
| 16 febbraio  | Silvester Belt                        | Luktelk                           | [ 280 ] |
| 23 febbraio  | Silvester Belt                        | Luktelk                           | [ 281 ] |
| 1º marzo     | Silvester Belt                        | Luktelk                           | [ 282 ] |
| 8 marzo      | Silvester Belt                        | Luktelk                           | [ 283 ] |
| 15 marzo     | Silvester Belt                        | Luktelk                           | [ 284 ] |
| 22 marzo     | ¥$ e Rich the Kid feat. Playboi Carti | Carnival                          | [ 285 ] |
| 29 marzo     | Artemas                               | I Like the Way You Kiss Me        | [ 286 ] |
| 5 aprile     | Artemas                               | I Like the Way You Kiss Me        | [ 287 ] |
| 12 aprile    | Artemas                               | I Like the Way You Kiss Me        | [ 288 ] |
| 19 aprile    | Artemas                               | I Like the Way You Kiss Me        | [ 289 ] |
| 26 aprile    | Artemas                               | I Like the Way You Kiss Me        | [ 290 ] |
| 3 maggio     | Artemas                               | I Like the Way You Kiss Me        | [ 291 ] |
| 10 maggio    | Artemas                               | I Like the Way You Kiss Me        | [ 292 ] |
| 17 maggio    | Joost Klein                           | Europapa                          | [ 293 ] |
| 24 maggio    | Joost Klein                           | Europapa                          | [ 294 ] |
| 31 maggio    | Billie Eilish                         | Lunch                             | [ 295 ] |
| 7 giugno     | Jessica Shy                           | Žvaigždės                         | [ 296 ] |
| 14 giugno    | Jessica Shy                           | Žvaigždės                         | [ 297 ] |
| 21 giugno    | Jessica Shy                           | Žvaigždės                         | [ 298 ] |
| 28 giugno    | Jessica Shy                           | Žvaigždės                         | [ 299 ] |
| 5 luglio     | Jessica Shy                           | Žvaigždės                         | [ 300 ] |
| 12 luglio    | Jessica Shy                           | Žvaigždės                         | [ 301 ] |
| 19 luglio    | Jessica Shy                           | Žvaigždės                         | [ 302 ] |
| 26 luglio    | Jessica Shy                           | Žvaigždės                         | [ 303 ] |
| 2 agosto     | Billie Eilish                         | Birds of a Feather                | [ 304 ] |
| 9 agosto     | Charli XCX feat. Billie Eilish        | Guess                             | [ 305 ] |
| 16 agosto    | Jessica Shy                           | 1000 vėtrų                        | [ 306 ] |
| 23 agosto    | Jessica Shy                           | 1000 vėtrų                        | [ 307 ] |
| 30 agosto    | Jessica Shy                           | 1000 vėtrų                        | [ 308 ] |
| 6 settembre  | Jessica Shy                           | 1000 vėtrų                        | [ 309 ] |
| 13 settembre | Jessica Shy                           | 1000 vėtrų                        | [ 310 ] |
| 20 settembre | Jessica Shy                           | 1000 vėtrų                        | [ 311 ] |
| 27 settembre | Jessica Shy                           | 1000 vėtrų                        | [ 312 ] |
| 4 ottobre    | Jessica Shy                           | 1000 vėtrų                        | [ 313 ] |
| 11 ottobre   | Jessica Shy                           | 1000 vėtrų                        | [ 314 ] |
| 18 ottobre   | Jessica Shy                           | 1000 vėtrų                        | [ 315 ] |
| 25 ottobre   | Jessica Shy                           | 1000 vėtrų                        | [ 316 ] |
| 1º novembre  | Jessica Shy                           | 1000 vėtrų                        | [ 317 ] |
| 8 novembre   | Jessica Shy                           | 1000 vėtrų                        | [ 318 ] |
| 15 novembre  | Adomas Vyšniauskas                    | Jeigu žinai ko tu nori            | [ 319 ] |
| 22 novembre  | Adomas Vyšniauskas                    | Jeigu žinai ko tu nori            | [ 320 ] |
| 29 novembre  | Adomas Vyšniauskas                    | Jeigu žinai ko tu nori            | [ 321 ] |
| 6 dicembre   | Adomas Vyšniauskas                    | Jeigu žinai ko tu nori            | [ 322 ] |
| 13 dicembre  | Adomas Vyšniauskas                    | Jeigu žinai ko tu nori            | [ 323 ] |
| 20 dicembre  | Adomas Vyšniauskas                    | Jeigu žinai ko tu nori            | [ 324 ] |
| 27 dicembre  | Brenda Lee                            | Rockin' Around the Christmas Tree | [ 325 ] |

## 2025
| Settimana   | Artista            | Brano                  | Note    |
| ----------- | ------------------ | ---------------------- | ------- |
| 3 gennaio   | Adomas Vyšniauskas | Jeigu žinai ko tu nori | [ 326 ] |
| 10 gennaio  | Adomas Vyšniauskas | Jeigu žinai ko tu nori | [ 327 ] |
| 17 gennaio  | Adomas Vyšniauskas | Jeigu žinai ko tu nori | [ 328 ] |
| 24 gennaio  | Adomas Vyšniauskas | Jeigu žinai ko tu nori | [ 329 ] |
| 31 gennaio  | Free Finga         | Vienas                 | [ 330 ] |
| 7 febbraio  | Free Finga         | Vienas                 | [ 331 ] |
| 14 febbraio | Lady Gaga          | Abracadabra            | [ 332 ] |
| 21 febbraio | Katarsis           | Tavo akys              | [ 333 ] |
| 28 febbraio | Katarsis           | Tavo akys              | [ 334 ] |
| 7 marzo     | Free Finga         | Vienas                 | [ 335 ] |
| 14 marzo    | Free Finga         | Vienas                 | [ 336 ] |
| 21 marzo    | Playboi Carti      | Evil J0rdan            | [ 337 ] |
| 28 marzo    | Jessica Shy        | Vis vien               | [ 338 ] |
| 4 aprile    | Jessica Shy        | Vis vien               | [ 339 ] |
| 11 aprile   | Jessica Shy        | Vis vien               | [ 340 ] |
| 18 aprile   | Jessica Shy        | Vis vien               | [ 341 ] |
| 25 aprile   | Jessica Shy        | Vis vien               | [ 342 ] |
| 2 maggio    | Jessica Shy        | Vis vien               | [ 343 ] |
| 9 maggio    | Jessica Shy        | Vis vien               | [ 344 ] |
| 16 maggio   | Jessica Shy        | Vis vien               | [ 345 ] |
| 23 maggio   | Abor & Tynna       | Baller                 | [ 346 ] |
| 30 maggio   | Abor & Tynna       | Baller                 | [ 347 ] |
| 6 giugno    | Abor & Tynna       | Baller                 | [ 348 ] |
| 13 giugno   | Abor & Tynna       | Baller                 | [ 349 ] |
| 20 giugno   | Jessica Shy        | Žvėris                 | [ 350 ] |
| 27 giugno   | Jessica Shy        | Vis vien               | [ 351 ] |
| 4 luglio    | Jessica Shy        | Žvėris                 | [ 352 ] |
| 11 luglio   | Jessica Shy        | Žvėris                 | [ 353 ] |
| 18 luglio   | Jessica Shy        | Žvėris                 | [ 354 ] |
| 25 luglio   | Jessica Shy        | Žvėris                 | [ 355 ] |
| 1º agosto   | Jessica Shy        | Žvėris                 | [ 356 ] |
| 8 agosto    | Jessica Shy        | Žvėris                 | [ 357 ] |
| 15 agosto   | Jessica Shy        | Žvėris                 | [ 358 ] |